# Josyp Hładkyj
Josyp Mychajłowycz Hładkyj (ukr. Йосип Михайлович Гладкий), żył w latach 1789–1866 – ostatni ataman koszowy Siczy Zadunajskiej od 1827 roku. Na godność atamana koszowego wybrany został podczas wojny rosyjsko-tureckiej (1827–1829), kiedy organizował powrót kozaków z Dunaju (uciekli tam w drugiej połowie XVII wieku od rosyjskiego nacisku), pod poddaństwo rosyjskie.
Zadunajscy kozacy pomagali wojskom rosyjskim przeprawić się przez Dunaj i brali udział w wojnie przeciw Turcji, za co Hładkyj został mianowany pułkownikiem. Dostał wtedy rozkaz sformować z kozaków zadunajskich Azowskie Wojska Kozackie i w 1832 roku wyznaczono go na atamana „nakazanego” (narzucanego kozactwu, nie wybieranego przez samych kozaków) i awansowany na stopień generała-majora. Godność tę Hładkyj sprawował do roku 1853. Następnie mieszkał w mieście Aleksandrowsk (obecnie Zaporoże), gdzie zmarł wskutek cholery. Jego grób znajduje się na terenie Uniwersytetu Zaporoskiego.